# 온라인 정수열 사전
온라인 정수열 사전(영어: On-Line Encyclopedia of Integer Sequences)은 웹에 있는 수열의 데이터베이스이다. 굉장히 많은 수열들이 수록되어 있기에 흔히 볼 수 있는 1, 3, 5, 7, 9...(홀수열)이나 2, 3, 5, 7, 11...(소수열)같은 웬만한 수열은 다 있다. 친화수나 혼약수처럼 두 수가 한 쌍을 이루는 수열도 수록되어 있다.

## 데이터베이스
- 10만개 이상의 수열표

## 참고 문헌
- My Favorite Integer Sequences (2000, PDF file)
- The On-Line Encyclopedia of Integer Sequences (2003, PDF file)
- Borwein, J.; Corless, R. (1996). “The Encyclopedia of Integer Sequences (N. J. A. Sloane and Simon Plouffe)”. 《SIAM Review》 38 (2): 333–337. doi:10.1137/1038058. 2022년 2월 13일에 원본 문서에서 보존된 문서. 2017년 7월 9일에 확인함.
- Catchpole, H. (2004). “Exploring the number jungle online”. 《ABC 사이언스》 (오스트레일리아 방송 협회).
- Delarte, A. (2004년 11월 11일). “Mathematician reaches 100k milestone for online integer archive”. 《The South End》: 5.
- Hayes, B. (1996). “A Question of Numbers” (PDF). 《American Scientist》 84 (1): 10–14. 2015년 10월 5일에 원본 문서 (PDF)에서 보존된 문서. 2017년 7월 9일에 확인함.
- Peterson, I. (2003). “Sequence Puzzles” (PDF). 《Science News》 163 (20). 2017년 5월 10일에 원본 문서 (PDF)에서 보존된 문서. 2017년 7월 9일에 확인함.
- Rehmeyer, J. (2010). “The Pattern Collector — Science News”. 《Science News》 (www.sciencenews.org). 2013년 10월 14일에 원본 문서에서 보존된 문서. 2010년 8월 8일에 확인함.

## 추가 참고 도서 목록
- Sloane, N. J. A. (1999). 〈My favorite integer sequences〉 (PDF).   Ding, C.; Helleseth, T.; Niederreiter, H. 《Sequences and their Applications (Proceedings of SETA '98)》. London: Springer-Verlag. 103–130쪽. arXiv:math/0207175.
- Sloane, N. J. A. (2003). “The On-Line Encyclopedia of Integer Sequences” (PDF). 《Notices of the American Mathematical Society》 50 (8): 912–915.
- Sloane, N. J. A.; Plouffe, S. (1995). 《The Encyclopedia of Integer Sequences》. San Diego: Academic Press. ISBN 0-12-558630-2.
- Billey, Sara C.; Tenner, Bridget E. (2013). “Fingerprint databases for theorems” (PDF). 《Notices of the American Mathematical Society》 60 (8): 1034–1039. arXiv:1304.3866. doi:10.1090/noti1029.